# Історична метрологія
Метрологія історична — це спеціальні історичні дисипліни, головним завданням якої є вивчення виникнення одиниць вимірювання, їх формування у процесі історичного розвитку, функціонування системи мір та засобів вимірювань у різні історичні періоди, з'ясовує реальні величини давніх мір та відповідність їх мірам сучасної метричної системи.
Термін «метрологія» походить від грецького «μéτρον» — міра — і «λόγος» — слово, вчення. У завдання метрології історичної входять дослідження номенклатури давніх метрологічних одиниць, встановлення співвідношення між ними і відповідність їх сучасним (метрологічним) одиницям. Об'єктом вивчення метрології історичної є міри довжини, площі, місткості, ваги в різні історичні періоди. Предметом вивчення є співвідношення цих мір із метричними.

## Історія розвитку
Одиниці вимірювання виникли у процесі господарської діяльності людини (будівництві житла, виготовленні знарядь праці, зброї тощо). Засобом вимірювання спочатку слугували частини тіла людини (лікоть, палець-дюйм, ступня-фут, великі відстані вимірювалися днями шляху — пішими і кінними).
Раніше в Україні єдиної метричної системи не існувало, тому в кожному регіоні всі міри мали регіональні відмінності і приблизні значення величин. Саме такі міри мають назву традиційні, або народні. Метрологія стає наукою, сталою системою знань із розвитком господарства коли виникла потреба у точніших одиницях вимірювання.

### Дослідники
Розвитком історичної метрології як науки займалися багато дослідників. Ще у 1737 році Ньютон визначив довжину давньоєгипетського «священного ліктя». Також проблемами історичної метрології займався англійський єгиптолог Ф. Петрі (1853—1942) у своїй монографії «Індуктивна метрологія». Великий внесок у дослідження метрології історичної у ХІХ ст. зробили і російські вчені А. Ламберті, П. Буткова, Д. Прозоровського, Б. Рибакова та інші, які привели до того, що у XX ст. було створено узагальнюючі праці та навчальні посібники з історичної метрології, авторами яких були відомі вчені Л. Черепній, М. Устюгов та О. Каменцева.
Багато досліджень проводилося і в Україні такими дослідниками як: А. Лобко, А. Неселовський (міри сипких речовин Поділля) та К. Соханевич (міри сипких речовин Поділля і черво-норуських земель), І. Єрофієв (питання української метрології від часів Давньоруської держави до кінця XVIII ст.), Д. Похилевич, Я. Ісаєвич, В. Стрельський, М. Котляр, Я. Сеник, Б. Сидор, А. Барабой, О. Сидоренко (проаналізувала історіографію проблеми, дослідила міри довжини, ваги, об'єму в Лівобережній Україні у XVIII ст. і визначила величини їх переважної більшості) та інші.

### Міри довжини у Давній Русі
Першими в метрологічних системах виникали міри довжини, в основу яких покладався антропометричний принцип (частини людського тіла: пальці, руки та ноги). Міра лікоть позначалася відстанню від кінця витягнутого середнього пальця руки або стиснутого кулака до ліктьового згину. У другій половині XX століття російські вчені О. Каменцева та М. Устюгов визначили розмір давньоруського ліктя — від 38 до 46 см.
Іншою поширеною у Давньоруській державі мірою довжини був сажень. Ця назва походить від давньоруського слова «сягати», яке означало і назву дії, і лінійну одиницю вимірювання, що дорівнювала ширині розкинутих рук людини. М. Устюгов з'ясував величину давньоруського сажня, яка, на його думку, дорівнювала 142 см. Проте за даними Б. Рибакова величина давньоруського сажня становила 151,4 см. Також існували маховий сажень (відстань між кінцями пальців розведених рук або між кінцями великих пальців), косовий сажень (відстань від п'яти (каблука) правої (чи лівої) ноги до кінчиків пальців витягнутої вгору лівої (чи правої) руки).
Таку міру довжини як п'ядь використовували для вимірювання невеликих відстаней у Давньоруській державі. Існують мала п'ять (19 см.), велика п'ять (22-23 см.) та п'ядь — «з перекиданням» — виникла шляхом додавання до малої п'яді ще двох або трьох суглобів вказівного пальця (27—31 см).
Великі відстані у Давній Русі визначали у верстах, поприщах і стадіях. Верста і поприще ототожнювалися і дорівнювали 7,5 стадіям, а стадій поділявся на 100 сажнів.
Для вимірювання збіжжя, борошна, солі, а також меду в Київській Русі використовували міри місткості: уборок, кадь, голважню, корчагу, провар, цебер, лукно, відро.
Найпоширенішими мірами ваги у Київській Русі були берковець і пуд. Берковець — міра іноземного походження, яка застосовувалася переважно в оптовій торгівлі для зважування воску, меду, міді, поташу тощо. Починаючи з ХІІ ст. поширена міра пуд (від лат. pondus — «вага»). У давньоруських джерелах згадуються також інші міри ваги — гривна та золотник.
Також існували і міри для вимірювання земельних площ. Плуг — кількість землі, яку можна було обробити за допомогою одного орного знаряддя праці і певної кількості худоби. Приблизний розмір плуга — 8 десятин, або 8,8 га.
У XVI ст. після входження українських земель до складу Великого князівства Литовського для вимірювання значних відстаней використовували мірні шнури, розмір яких визначали у сажнях. Відстані вимірювали також у верстах, поприщах, стрелбищах, перестрелах, які були успадковані від давньоруської системи мір.
Одночасно на українських землях поширюються міри, запозичені від метрологічних систем сусідніх держав. Так, у XVI ст. застосовується міра аршин (від 55 до 82 см.), миля (велика миля — 12 057 м, українська мала — 8956 м, руська — 9724 м, подільська — 10 423 м, волинська — 8486 м та ін.).
Існували і міри місткості: бочка (вимірювали збіжжя, мед, пиво, сіль, селітру, поділялася на три вшатки і містила 12 пудів), лукно (приблизно 4-5 пуд), встав, носатка, колода, кадь (чотири відра, або 5—6 пудів меду), відро (1,25—1,5 пуда меду).
Серед мір ваги значного поширення на українських землях набула міра лашт (назва походить від нім. Last — «тягар, вантаж»). Лашт поділявся на 12 бочок.

### Міри на українських землях у складі Речі Посполитої
На Пйотрківському сеймі у 1565 р. була прийнята «Устава на ваги і міри». Відповідно до неї воєводи повинні були встановити уставу для товарів, а також визначити, якими мірами можна користуватися на ринку. Так, 11 березня 1612 р. волинським підвоєводою Я. Заблоцьким була проголошена устава цін на володимирському ринку, згідно з якою визначалися такі однакові ваги: фунт = 32 лоти = 48 скойців; камінь = 32 фунти; центнер = 5 каменів; гарнець меду = 4 кварти.
У другій половині XIV — першій половині XVII ст. на українських землях для вимірювання земельних площ використовували міри, що визначали певну площу землі, яку можна було обробити за допомогою одного орного знаряддя і певної кількості робочої худоби (вочевидь, за день). Такими мірами були плуг і соха, вони не мали точно визначених величин. У XVI — першій половині XVII ст. для вимірювання земельних площ використовували міру день, тобто кількість землі, яку можна було зорати одним плугом або сохою протягом трудового дня.
У другій половині XVI ст. у Великому князівстві Литовському була проведена «волочна поміра», у зв'язку із прийняттям у 1557 р. «Устава на волоки». Вона мала на меті уніфікувати розмір земельних володінь, з яких утримувався податок. За одиницю вимірювання тут приймали волоку і морг. Волока — це міра мала, що мала сталу величину і завжди дорівнювала 30 моргам на будь-якому ґрунті.

### Міри на українських землях післяАндрусівського перемир'я
Основною мірою довжини в Україні у другій половині XVII—XVIII ст. залишався лікоть, однак перебування українських земель у складі литовської і польської держав позначилося на його величині. Довжина українського ліктя (46 см) збільшилася і становила 58,5 см. Лікоть поділявся на чотири чвертки (14,6 см) і 24 цапі (2,3 см). У Правобережній Україні уряд Речі Посполитої запроваджував і польський лікоть, визнаний державною мірою (59 см). Міра довжини аршин (72 см) стала поділятися на чотири чверті (по 18 см) і 16 вершків (по 4,5 см).
У другій половині XVII — XVIII ст. царський уряд започаткував ряд заходів із запровадження в Лівобережній Україні російських мір і у 1734 р. була проведена реформа мір. Українські міри були уніфіковані, а між російськими та українськими мірами були встановлені такі співвідношення: українська осьмачка (283,38 кг) = 2 російські чверті = 4 українські четверики = 16 російських четвериків = 80 гарнців = 320 кварт.
Незважаючи на ці заходи, українське населення паралельно з російськими мірами продовжувало використовувати і свої, звичні. Так, в оптовій торгівлі тканинами були поширені такі спеціальні торгові міри, як кипи, штуки, постави, які не мали сталих розмірів.
Основною мірою сипких речовин в Україні довго була згадувана вище осьмачка, з 1720-х років четверник (поділявся на 20 гарнців, а гарнець — на чотири кварти).
На початку XVIII ст. в українській метрології намітилася тенденція до заміни деяких традиційних способів вимірювання зважуванням. Так, тютюн пакувався у в'язки-папуші (398 г), які і служили його мірою. Сіль з Галичини (Коломиї) формувалася у невеликі бруски, що їх в Лівобережній Україні називали ступками, гусками, а в Правобережній — стопками, толпками (60-63 г). Цукор надходив в Україну в мірах головах, якими і продавався. Вага голови цукру пересічно становила 2—3 фунти (приблизно 786,26 — 1179, 39 г цукру). Головними ланками системи мір ваги були фунт, пуд (камінь), безмін і берковець. На Лівобережжі у другій половині XVII—XVIII ст. най-частіше застосовували місцевий фунт, який важив 393,13 г. Одночасно у першій половині XVIII ст. на згаданій території поширюється російський стандарт фунта, який важив близько 410 г. Значного поширення в Україні набула міра пуд (камінь), яка на Лівобережжі дорівнювала 50 фунтам (19,656 кг). Для вимірювання земельних площ у другій половині XVII—XVIII ст. використовували волоки і морги. У козацьких і селянських земельних володіннях волока мала назву чвертка, а чотири волоки складали козацьку службу, або селянський пляц, розмір яких становив 75—88 га. Чвертка-волока мала площу близько 19—22 га.
Найпоширенішою земельною мірою в Україні у висвітлюваний період була згадувана вище міра день, яка ділилася на три упруги. Величина міри день залежала від конкретних умов, в яких відбувалося вимірювання земельних площ (якість землі, фізична сила людини та знаряддя праці, якими користувалися при оранці, фізичні можливості худоби, погодні умови тощо), її розмір становив від 0,5 десятини (0,541 га) до 0,75 десятини (0,81 га).
Ще однією мірою, яку використовували козаки і селяни для вимірювання земельних ділянок, був гон (частіше ця назва вживалася у множині — гони). Розміри цієї міри не були сталими — в Україні відомі великі — розміром у 120 сажнів (260 м), середні — у 80 сажнів (173 м) і малі гони — у 60 сажнів (130 м).
Для вимірювання земельних площ в Україні у XVIII ст. були запроваджені російські міри: квадратний сажень (4,58 кв. м), десятина — 2400 кв. сажнів (1,1 га). Земельні площі вимірювали також у російських мірах висіву. Найпоширенішими серед них була чверть жита, яка відповідала десятині ріллі (1,1 га), та її восьма частина — четверик, що дорівнював площі у 300 кв. сажнів (1374 кв. м).
У 1797 р. був прийнятий указ «Об учреждении повсеместно в Российской империи верных весов, питейных и хлебных мер», а також ухвалений у 1835 р. закон «О системе российских мер и весов».
У червні 1842 р. було затверджено «Положение о весах и мерах», відповідно до якого вимагалося обов'язкове використання в Російській імперії тільки російських мір. Були створені еталони різних мір, які за-проваджувалися з 1 січня 1845 р. Лише 11 вересня 1918 р. РНК РСФРР прийняла декрет «Про введення міжнародної метричної десяткової системи мір і ваги», яка, однак, була запроваджена вже в СРСР (з 1927 р.)

### Становлення сучасних мір
Розвиток науки і техніки вимагав вдосконалення метричної системи і це призвело до того, що у 1960 р. відбулася XI Генеральна конференція мір і ваги, на якій було прийнято Міжнародну систему одиниць вимірювання фізичних величин. Окрім загальноприйнятих одиниць, на яких базувалася система вимірювань (довжини — метр, маси — кілограм, часу — секунда, сили струму — ампер, сили світла — кандела, температури — термодинамічний градус Кельвіна, кількість речовини — моль), були введені дві додаткові одиниці — радіан і стерадіан — та 27 одиниць, побудованих на десятинній кратності. Для позначення збільшення використовують префікси дека-, гекто-, кіло-, мега-, гіга-, тера-, для позначення зменшення — деци-, санти-, мілі-, мікро-, нано-, піко-.